# Фелпс (округ, Миссури)
Округ Фелпс (англ. Phelps County) — округ штата Миссури, США. Население округа на 2009 год составляло 42 248 человек. Административный центр округа — город Ролла.

## История
Округ Фелпс основан в 1857 году.

## География
Округ занимает площадь 1743,1 км². 15,15 % площади округа занимает единственный национальный лес Миссури — «Марк-Твен».

## Демография
Согласно оценке Бюро переписи населения США, в округе Фелпс в 2010 году проживало 45 156 человек. Плотность населения составляла 24.2 человек на квадратный километр.